# 딘과 댄 케이튼
딘과 댄 케이트(영어: Dean and Dan Caten, 1964년 12월 19일 ~ ) 캐나다의 패션 디자이너들, 라디오 명사들, 그리고 사업가이다. 그들은 일란성 쌍둥이 형제이며 밀라노에 기반을 둔 이탈리아 명품 패션 하우스인  Dsquared²의 설립자이자 소유주이다.

## 전기

### 어린 시절
딘과 댄 케이튼은 1964년 온타리오주 토론토에서 태어나 윌로우데일에서 자랐다. 그들에게는 7명의 형들이 있다. 그들의 아버지는 이탈리아 라치오주 치오키아리아에 있는 작은 마을인 카살비에리 출신이다.1983년, 그들은 파슨스 디자인 학교에서 패션을 공부하기 위해 뉴욕으로 이사를 갔지만 토론토로 돌아오기 전에 한 학기 동안만 머물렀다.
1986년에 재정적 후원자를 찾은 그들은 그들의 첫 번째 시그니처 여성복 컬렉션인 DEANDAN을 출시했다.  1988년까지 그들은 포츠 인터내셔널(현재 포트스 1961)을 크리에이티브 디렉터로 계약했다. 동시에, Catens는 그들의 저가형 레저 브랜드인 Tabi International을 위해 디자인했다.1991년 형제는 이탈리아 밀라노로 건너가 지아니 베르사체(Jianni Versace)와 데님 브랜드 디젤(Diesel)의 디자이너로 일했다.1994년 남성 컬렉션을 첫 선을 보였고, 2003년 여성 컬렉션과 남성 속옷 컬렉션을 출시했다.

### 디스퀘어드2 (Dsquared²)의 성장
Dsquared² 브랜드는 1995년에 출시되었다.
2000-01년 마돈나는 익사 월드 투어 2001과 《Don't Tell Me》 뮤직비디오를 위해 150개 이상의 작품을 디자인하도록 형제에게 의뢰했다.
2005년 한 런웨이 쇼는 크리스티나 아길레라가 남성 모델들의 옷을 벗기는 것으로 끝이 났다. 2007년 9월 밀라노에서 열린 디스카레데 패션쇼에서는 리한나가 미국 머슬카를 타고 무대에 올라 런웨이 워크를 하는 모습이 그려졌다. 2010년 1월 밀라노에서 열린 Dsquared autumn 가을/겨울 남성복 전시회에서는 빌 콜리츠가 케이지에 갇힌 엘리베이터 lala Rocky Horror Picture Show를 타고 천장에서 내려오는 모습이 공개되었다. 빌 콜리츠는 밀라노에서 Dsquared² 2010년 가을/겨울 남성복 전시회를 열었다가 닫았다.
2007년 6월, 밀라노의 패션 지구에 첫 번째 Dsquared was 기함이 문을 열었다. 상점은 또한 세인트루이스에도 문을 열었다. 모리츠, 아테네, 미코노스, 카프리, 이스탄불, 키이우, 칸, 싱가포르, 파리, 니코시아, 홍콩. 2015년 3월, 디스카레데는 런던에 첫 플래그십 스토어를 열었다. 이는 2015년 말까지 미국 내에서 계속될 주요 매장 재설계 프로그램의 첫 번째 단계이다.최근에는 마이애미, 도하, 로스앤젤레스, 뉴욕, 바쿠, 로마, 이스탄불, 프라하, 마드리드 등이 개점했다.

### 다른 프로젝트
그들은 미국의 넥스트 탑 모델에 출연했고 그들만의 쇼 런치 마이 라인을 공동 진행했다.
2006년, 형제는 유벤투스의 새 유니폼을 디자인하기 위해 선발되었다. 2008년 3월, Catens는 이탈리아의 선글라스 및 안경 제조업체인 Marcolin과 선글라스 디자인 계약을 맺었다. 2021년 5월 11일 사필로 그룹 S.p.A.와 계약을 맺었다.

## 활동

### 디스퀘어드2 (Dsquared²)
그 형제는 그들의 남성과 여성의 옷, 신발, 향수, 그리고 화장품을 보여주기 위해 정교한 패션쇼를 펼친다.이 브랜드의 슬로건은 "캐나다 출생, 런던에서 거주, 이탈리아에서 제조"이다.
그들의 디자인은 브리트니 스피어스 (2009년 월드 투어 브리트니 스피어스와 토키오 호텔의 웰컴 투 휴머노이드 시티 투어), 마돈나, 토키오 호텔의 리드 싱어 빌 콜리츠, 저스틴 팀버레이크, 켄드릭 라마르, 리키 마틴, 니콜라스 케이지, 레니 크레이비츠, 피아이드 고트 비디오의 블랙클럼이 착용했다.
2013년, 디스카레데 브랜드 매출은 약 2억 유로였다. 그 브랜드는 라이선스 계약을 통해 수익의 대부분을 창출한다.

### TV / 라디오
딘 앤 단 형제는 Dean과 Dan on Air: Style in Steero라고 불리는 그들만의 라디오 프로그램을 진행한다. 이 프로그램은 시리우스 XM 위성 라디오의 BPM 채널을 통해 방영되기 시작했으며, 다양한 음악(일부 Dsquareed runway 런웨이 쇼의 사운드트랙 포함)과 유명인사 인터뷰, 패션, 정치 토론 등이 포함되어 있다.

## 논란
형제는 2013년 밀라노에서 열린 할로윈 "디스코 아프리카" 패션 산업 파티에 인종적으로 무감각한 의상을 입고 참석했다. 데콜레타지 위부터 그들은 거대한 금발 가발을 쓴 하얀 드래그 퀸으로 등장했고, 몸은 갈색으로 칠해져 있었고, 부족 복장으로 장식되어 있었다.
2015년 밀라노 패션 위크에서 "DSQUAW" 라인이 공개된 후, 비평가들은 패션 스튜디오가 북미 원주민 여성을 비하하는 의미로 강하게 인종 차별적인 의미를 내포하고 있는 "Squaw"라는 용어를 사용한 것에 대해 분노를 표출했다. 비평가들은 또한 이누와 캐나다 원주민의 장식과 복장을 패션 라인 자체에 전용하는 것을 가리켜 "오용"이라고 불렀다. Dsquared² 모든 예는 나중에 공식 Dsquareed media 미디어 및 마케팅 채널에서 삭제되었다.

## 수상 및 명예
- 2003년 - GQ 올해의 남자 브레이크아웃 디자인상
- 2006년 - 골든 니들상
- 2009년 - 토론토에 있는 캐나다 명예의 거리에 있는 스타의 귀속.[15]
- 2017년 - 카살비에리 명예시민권 수여 및 르콜루체상 초판 수여.[16]